# Тигрид, Павел
Павел Тигрид (чеш. Pavel Tigrid, настоящая фамилия Шёнфельд, нем. Schönfeld; 27 октября 1917 года, Прага, — 31 августа 2003 года, Эриси, Сена и Марна, Франция) — чешский писатель, публицист, политик, один из главных представителей чешской антикоммунистической эмиграции. Псевдоним «Тигрид» происходит от названия реки Тигр.

## Биография
Родился в Праге, его отец был евреем, но своего сына крестил католиком, чтобы облегчить ему жизнь. Свое еврейское происхождение он полностью осознал после введения т. н. Нюрнбергских расовых законов. Его семья происходила из города Семилы. Его прадед, Павел Шенфельд, был арендатором семильской пивоварни и владельцем недвижимости, за его работу на благополучие города его наградили почётным гражданством города Семилы. Павел Тигрид занимался творчеством уже со студенческих лет. Вместе с друзьями он основал авангардный театральный коллектив молодежи в Праге, который организовал не только авангардные представления, но и также декламаторские и дискуссионые вечера. После окончания гимназии он поступил на юридический факультет Карлова университета в Праге. Одновременно с учебой в университете он начал работать в студенческом журнале, в котором он публиковал свои первые журналистские произведения. Его именем была названа гимназия в Остраве.

## Первая эмиграция
Павел Тигрид впервые эмигрировал в 1939 году, во время немецкой оккупации. Тигрид со своим другом Йозефом Червинкой оформили в гестапо пропуск в Словакию, но поехали на мотоцикле «Ява» через Германию в Англию. В Голландии они получили британскую визу, и в конце марта 1939 года Павел Тигрид поселился в Англии. Сначала он работал кладовщиком, позже получил работу официанта в лондонском отеле. В эмиграции он также продолжал развивать свою театральную и публицистическую деятельность.

### Работа в Би-би-си
После немецкой атаки на Польшу радиостанция Би-би-си запустила вещание по-чешски и по-словацки. Тогда Тигрид начал работать на радиостанции переводчиком и радиодиктором. Передачи правительства чехословацкой эмиграции изначально назывались «Разговоры с родиной» (Hovory s domovem), но в 1943 году передачу переименовали на «Голос свободной Чехословакии». Здесь Тигрид также впервые использовал свой псевдоним, который он придумал при воспоминании о гимназии, где он однажды ошибочно назвал реку Тигр «Тигрид». Помимо Би-би-си, он также работал в ежемесячном журнале Культурный блокнот, который информировал о чехословацком художественном творчестве, прежде всего литературном. В 1943 году начал издаваться журнал Review 43, в котором Тигрид хотел познакомить Запад с чехословацкой культурой. В журнале печатались английские переводы старинного и современного чехословацкого творчества.

## Возвращение в Чехословакию
После окончании Второй мировой войны Павел Тигрид возвратился в Чехословакию. Тогда он впервые узнал, что помимо его сводной сестры, никто из его семьи не пережил нацистский террор. Его отец умер ещё в конце 1939 года. Тигрид получил от министра информации Вацлава Копецкого предложение работы на радиостанции, но позже выяснилось, что его политические взгляды не соответствуют новому режиму, и он вместо того начал работать в Министерстве иностранных дел, откуда вскоре Тигрида уволили из-за его заметки Вечный вопрос нашей истории (Věčná otázka našich dějin), напечатанной в Народной демократии (Národní demokracie). Благодаря этому он смог целиком посвятить себя журналистике. Он создал журнал Горизонты (Obzory), в котором печатались статьи о событиях политической и культурной жизни. Там Тигрид публиковал статьи о литературе чехословацкой эмиграции и театральные рецензии, в политических статьях писал о своих антикоммунистических взглядах. Журнал неоднократно противостоял попыткам министерства информации его ликвидировать. Позже Тигрид создал ещё один журнал под названием Развитие (Rozvoj).

## Вторая эмиграция
Перед установлением коммунистического режима в Чехословакии Павел Тигрид уехал в качестве журналиста в Германию и не возвратился, опасаясь ареста. К сожалению, его жена осталась в Чехословакии. Она хотела уехать за ним, но не получила разрешения на выезд, была задержана и провела несколько дней под арестом. Когда коммунисты поняли, что Тигрид не возвратится, его жену освободили из-под стражи. В Германии он снова работал журналистом и также старался улучшить условия в эмигрантских лагерях, где жили чехи. В 1948 году Тигрид начал редактировать еженедельный журнал Свобода (Svoboda), один из первых чешских эмигрантских журналов. Большое внимание Тигрида получило Независимое ревю Реальность, которое создало младшее поколение эмигрантов в Женеве.

### Радио Свобода
В 1949 году Конгресс США создал Национальный комитет Свободной Европы, через который американское правительство старалось поддерживать демократические принципы и предотвратить растущее влияние коммунизма в Центральной и Восточной Европе. По создании филиала в Мюнхене для чехословацкой передачи Тигриду доверили эту задачу. Речь идет о самом знаменитом почине чехословацкой эмиграции в борьбе против коммунистического режима. Коммунисты осознавали опасность зарубежной эмиграции, и поэтому передача с начала до 1988 года была запрещена. Вскоре начали возрастать споры между редакцией в Мюнхене и редакцией в Нью-Йорке во главе с Фердинандом Пероуткой. Мюнхен отвергал влияние Нью-Йорка на их передачу, редакция отказывалась выводить в эфир передачи, которые были часто оторваны от реальности. Из-за этих споров Тигрида уволили. В конце 1952 года вместе с семьей он переехал в США, где он работал официантом и учился в университете.

#### Журнал Свидительство (Svědectví)
В 1956 году Павел Тигрид создал журнал Свидетельство, культурный и политический ежеквартальный журнал. В журнале он писал о событиях культурной жизни, публиковал восточно-европейскую литературу, чтобы показать людям культурное развитие в странах, в которых господствовал социалистический режим. В 1960 году Павел Тигрид вместе с семьей и редакцией переселился в Париж, где он также впервые встретился с Вацлавом Гавелом. Помимо работы в редакции Свидетельства, он также сотрудничал с главным редактором чехословацкой секции передачи Би-би-си Зденеком Мастником и участвовал в вещании Свободной Европы.

## Работа в Чешской Республике
После Бархатной революции он сотрудничал в Чешской Республике с Вацлавом Гавелом и в 1989 году по его приглашению возвратился в Чехословакию. В 1994—1996 годах Тигрид работал министром культуры в правительстве Вацлава Клауса в Чешской Республике. В 2003 году Тигрид решил добровольно уйти из жизни и бросил принимать лекарства. Павел Тигрид умер 31 августа 2003 года в Франции.

## Произведения
Павел Тигрид является автором множества статьей, эссе, рецензий, заметок и книг. Помимо публицистической деятельности, он написал также несколько книг. Большинство его работ было переведено на несколько мировых языков — на английский, французский, итальянский, португальский, немецкий или японский.
- Politická emigrace v atomovém věku (1968, Paříž, Praha — 1990)
- Kapesní průvodce inteligentní ženy po vlastním osudu (1988, Toronto)
- Dnešek je váš, zítřek je náš: dělnické revolty v komunistických zemích (1990, Praha)
- Glosy o české politice 1996—1999 (1999, Praha)
- Marx na Hradčanech
- Přikládáme sekeru ke kořenům lži (2016, Praha)
- Poslední den pana T
- Mně se nestýskalo (2010)
- Jak to šlo (1993)
- Рабочие против пролетарского государства — Лондон: OPI, 1984. — 177 с. ISBN 0-903868-61-X